# Bettina Hurrelmann
Bettina Hurrelmann (* 23. Mai 1943 in Reichenbach im Eulengebirge; † 19. Juli 2015 in Köln) war eine deutsche Professorin für Germanistik und Literaturdidaktik an der Universität zu Köln.
Nach dem Lehramtsstudium arbeitete sie drei Jahre als Lehrerin. Dann studierte sie Germanistik, Pädagogik und Philosophie an der Universität Münster. Dort wurde sie 1974 promoviert. 1983 habilitierte sie sich für Literaturwissenschaft/Literaturdidaktik an der Universität GH Essen. Seit 1984 war sie Professorin an der Universität Tilburg (Niederlande), seit 1988 Professorin an der Universität zu Köln. Bis Sommer 2008 leitete sie die Arbeitsstelle für Leseforschung und Kinder- und Jugendmedien (ALEKI).
Sie war Mitherausgeberin der fachdidaktischen Zeitschrift Praxis Deutsch.

## Ehrungen und Auszeichnungen
Bettina Hurrelmann ist Trägerin des Erhard-Friedrich-Preises für besondere Leistungen in der Deutschdidaktik im Jahr 2000.
Am 27. Juni 2012 verlieh ihr die Fakultät für Kultur- und Geisteswissenschaften der Pädagogischen Hochschule Heidelberg die Würde einer Doktorin der Philosophie ehrenhalber (Dr. phil. h. c.).

## Schriften
- (u. a.| Hg.): Leseklima in der Familie, Bertelsmann Stiftung, Gütersloh 1993, ISBN 3-89204-082-6
- (u. a.| Hg.): Lesekindheiten. Familie und Lesesozialisation im historischen Wandel, Juventa, Weinheim München 2006
- (u. a.| Hg.): Handbuch zur Kinder- und Jugendliteratur. Von 1850 bis 1900 (mit Otto Brunken u. Klaus-Ulrich Pech), Metzler, Stuttgart, Weimar 2008. ISBN 978-3-476-01687-4